# Steve Logan
Steve Logan (ur. 1958 w Cleveland, zm. 15 stycznia 2007 w Krakowie) – amerykański basista jazzowy.
Do nauki gry na gitarze zachęcił go brat, karierę zrobił występując w Nowym Jorku, u boku takich gwiazd jak Aretha Franklin, David Sanborn i John Scofield. W latach 90. XX wieku dużo koncertował w Europie, przez blisko dwa lata mieszkał we Włoszech, a ostatnie trzy lata życia spędził w Polsce, dalej wiele koncertując, między innymi u boku Hirama Bullocka.
Mieszkał na stałe w Krakowie, koncertował przede wszystkim z polskimi muzykami i zespołami, w tym z zespołami Jarosława Śmietany i Saskii Laroo, Joachimem Menclem, oraz kapelą Funk dE Nite. Współpracował przy tworzeniu płyty A Story Of Polish Jazz Jarosława Śmietany oraz Zariba Krzysztofa Zawadzkiego.
Artysta zmarł w swoim mieszkaniu na krakowskim Podgórzu, zgon stwierdził lekarz, wezwany przez sąsiadów zaniepokojonych zniknięciem muzyka. Steve Logan został wedle swojej ostatniej woli skremowany i pochowany w ojczyźnie.
Nazwiskiem Steve'a Logana są sygnowane gitary basowe, firmy Mayones - model SLOGAN.